# Đảo Bolshoy Shantar
Bolshoy Shantar (tiếng Nga: Большо́й Шантар, chuyển tự: Bol'shoy Shantar, Big Shantar, IPA: [bɐlʲˈʂoj ʂɐnˈtar]) là hòn đảo chính của quần đảo Shantar ở biển Okhotsk, Nga; diện tích đảo là 1.766 kilômét vuông (682 dặm vuông Anh) và chiều dài và chiều rộng khoảng 72 nhân 49 km (44+1⁄2 nhân 30+1⁄2 mi). Trên đảo có một hồ nước lợ lớn (Lake Bol'shoe) ở phía bắc, kết nối với biển qua một lối đi hẹp. Vịnh Yakshin nằm thụt vào phía tây nam của hòn đảo.